# Görisgräben
Görisgräben ist ein Wohnplatz der brandenburgischen Stadt Brandenburg an der Havel. Er besteht aus wenigen Gehöften und liegt im Südwesten des Stadtgebiets.

## Geographie
Görisgräben befindet sich rund zehn Kilometer südwestlich des Brandenburger Stadtzentrums. Die Siedlung liegt innerhalb des Neustädtischen Forsts und östlich der Buckau, die wenige Kilometer nördlich in den Breitlingsee mündet. Die nächstgelegene Anschlussstelle Wollin an der Bundesautobahn 2 ist etwa fünf Kilometer entfernt.

## Geschichte
Im Mittelalter ist an der Stelle des heutigen Görisgräben das Dorf Groben nachgewiesen, das 1294 erstmals erwähnt wurde. Vermutlich wurde es wie viele Nachbarorte in der Umgebung von Brandenburg im 14. Jahrhundert wüst, 1396 wurde es als „wüste Dorfstätte“ bezeichnet. Die Flur des Dorfes Groben ging 1398 durch markgräfliche Schenkung in den Besitz der Neustadt Brandenburg über. Im 16. Jahrhundert begann die Wiederbesiedlung des über hundert Jahre unbewohnten und wüsten Ortes. Ein Meilenstein auf dem Weg dahin war die Errichtung einer
später zum Vorwerk ausgebauten Schäferei. 
Ein Vorwerk von Görisgräben wurde 1848/49 aufgelöst und hinterließ als einziges Überbleibsel das Haus Görisgräben 10. Östlich des Vorwerks entstand in Verbindung mit der 1754 in Brandenburg
eingerichteten Barchentmanufaktur eine Spinnerkolonie, die im Jahre 1858 aus sieben Wohngebäuden bestand. In der zweiten Hälfte des 19. Jahrhunderts forstete man die überwiegend im Süden gelegenen Ackerflächen auf. Die wenigsten der früheren Gehöfte sind heute noch im Originalzustand erhalten, sondern verfallen.
Vor der Eingemeindung in den Stadtkreis Brandenburg 1928 gehörte Görisgräben mit Kolonie und Vorwerk als Teil des Gutsbezirks Neustadt Brandenburger Forst zum Landkreis Zauch-Belzig.

## Sehenswürdigkeiten

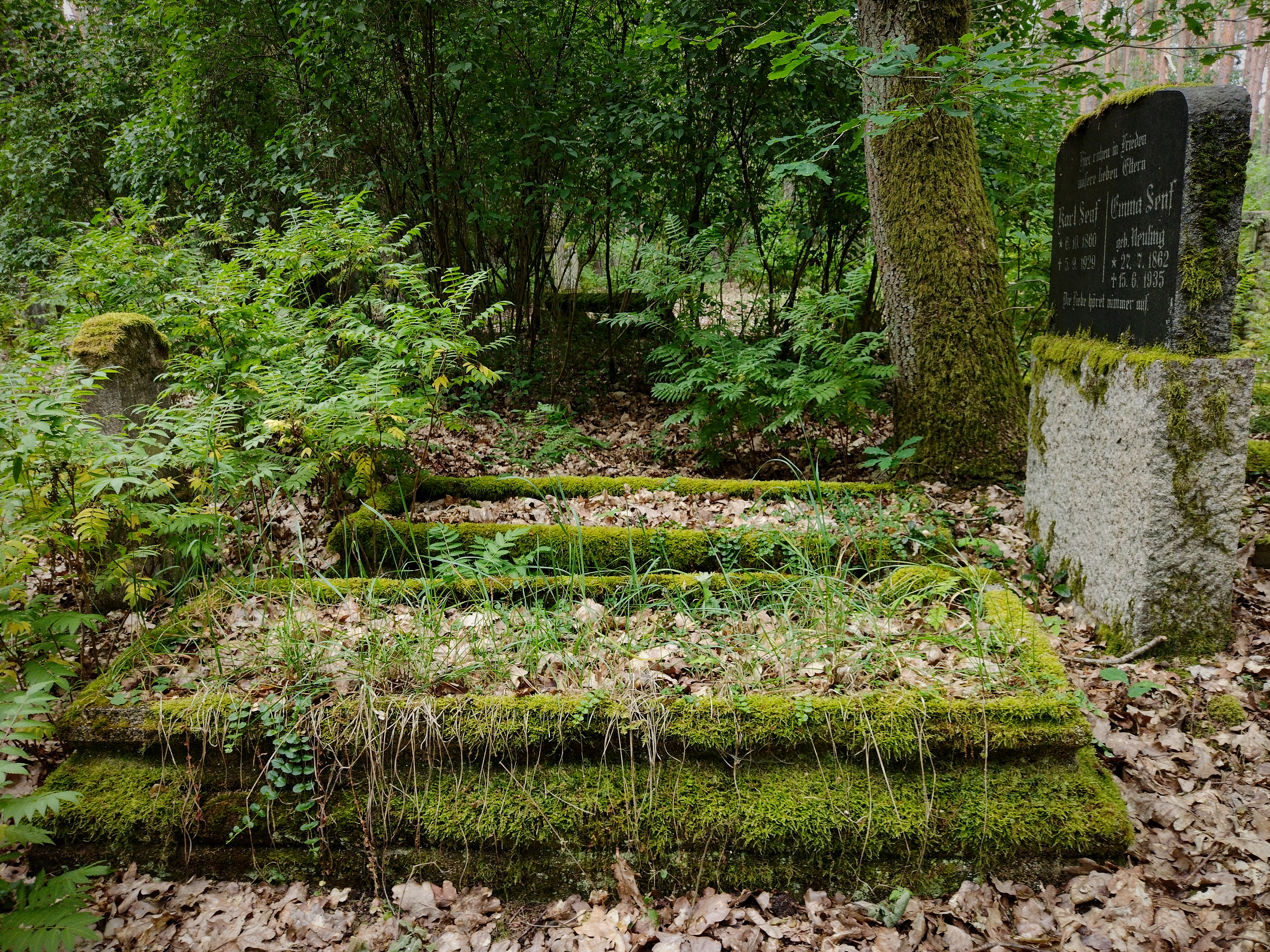
Waldfriedhof Görisgräben

Etwa 100 Meter westlich von Görisgräben liegt ein kleiner Waldfriedhof. Der älteste erhaltene Grabstein stammt aus dem Jahr 1875.